# Karma
För albumet av Kamelot, se Karma (musikalbum).
Karma (sanskrit: karman, pali: kamma, "handling") är ett centralt begrepp inom österländsk religion och filosofi. I filosofiskt eller i religiöst hänseende syftar karma till en så kallad lag om orsak och verkan. Då en varelse agerar med tankar, känslor och handlingar lämnas ett spår både på omgivningen och i den egna organismen. Avtrycket får både omgivningen och varelsen att reagera i enlighet med naturlagarna. Naturlagarna gör att varje orsak får sin bestämda verkan och dessa kallas sammantagna för karma.
Begreppet karma förekommer inom religionerna buddhism, jainism, sikhism och många hinduistiska riktningar. Inom buddhismen är karma resultatet av en människas handlingar, ord och tankar under dennes livstid. Inom hinduismen står karma för summan av handlingar under livet som en människa, vilket reflekterar människans tro, eller hur väl en gud uppfyllt sina plikter avseende religiösa och vardagliga handlingar, vilket guden blir straffad efter. Varav guden blir straffad, får människan likadant öde, och får därmed en negativ karma. Detta påverkar sedan människan negativt. Karmans "kvalitet" har en direkt betydelse när det gäller om människan återföds och som vad den återföds.

## Karma i buddhismen
Buddhismen delar in handlingar i fyra kategorier:
1. goda gärningar som leder till goda resultat[3]
2. dåliga gärningar som leder till dåliga resultat[3]
3. blandade gärningar som leder till blandade resultat[3]
4. okategoriserbara gärningar som inte har några karmiska resultat (den typ av handlingar som utförs av upplysta varelser).[3]

Enligt buddhismen kan de karmiska resultaten dröja många livstider. Dessutom är karma bundet till den varelse som utförde handlingen och dess mentala följd. Buddhismen menar dock inte att denna mentala följd utgör ett "jag" eller en "själ". Trots det utgör den en följd av orsak och verkan. Detta innebär att handlingarna hos en varelse inte kan bli "någon annans" karma i framtiden.
Målet för den buddhistiska vägen är att bli upplyst, uppnå nirvana och att därmed bli fri från de karmiska effekterna och samsara. Detta genomförs bland annat genom att förstöra besattheten av illusionen av en själ eller ett jag.

## Karma i populärkulturen
Karma har använts som tema inom populärkulturen, exempelvis i filmer, TV-serier eller i musik. John Lennons låt Instant Karma! behandlar delvis ämnet, liksom TV-serien My Name Is Earl. En del datorspel använder även karma, för att spelare ska sköta sig. Straff för låg karma är ofta att spelare blir tillfälligt avstängda.